# 香港歷史檔案大樓
香港歷史檔案大樓（英語：Hong Kong Public Records Building）是香港特別行政區政府用作集中貯存具永久價值的檔案及文件的地方，收藏了約180萬份檔案及28,000本圖書，由方永勝建築有限公司興建，於1997年6月19日由當時的布政司陳方安生主持揭幕啟用，現由香港政府檔案處主理。
這座共十層高的大樓位於九龍觀塘翠屏道13號，除了作貯存檔案、案卷、報紙、影片、照片、政府刊物、報告、印刷品、專論著作和報紙之用外，還有在館內舉辦展覽會、研討會、工作坊以及讓各團體申請參觀。此外，香港歷史檔案大樓亦為市民提供檔案借閱服務、影印服務、核證服務及縮微服務，並會為海外查詢者進行簡單的研究工作。
香港立法會財務委員會於2023年6月23日通過搬遷政府檔案處歷史檔案中心的撥款申請，其將連同九龍灣的工務中央試驗所遷往岩洞，屬《安達臣道石礦場發展計劃》的項目之一。

## 結構
香港歷史檔案大樓樓高10層，每層的設施如下：
- 地下：入口、大堂

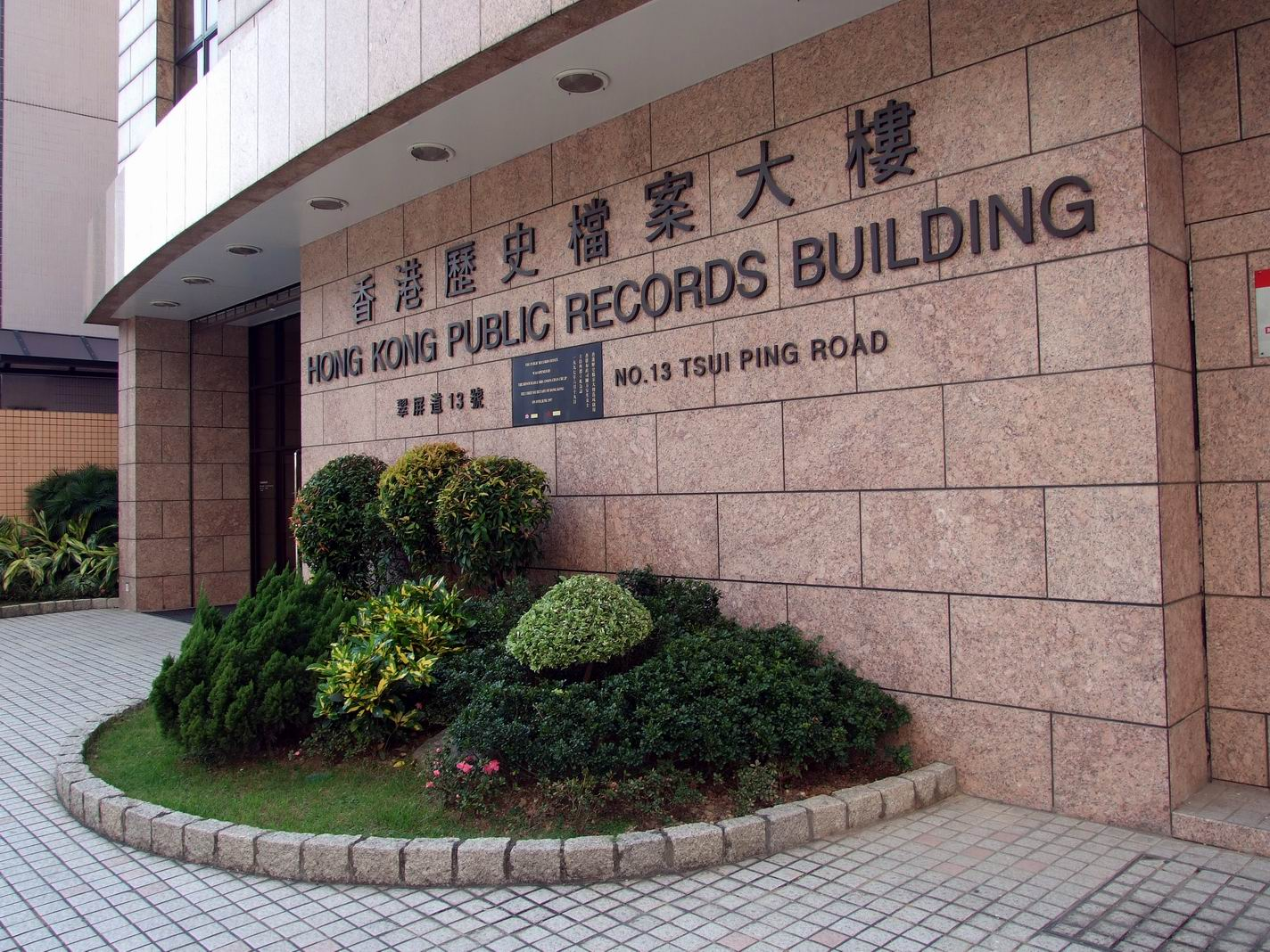
香港歷史檔案大樓正門

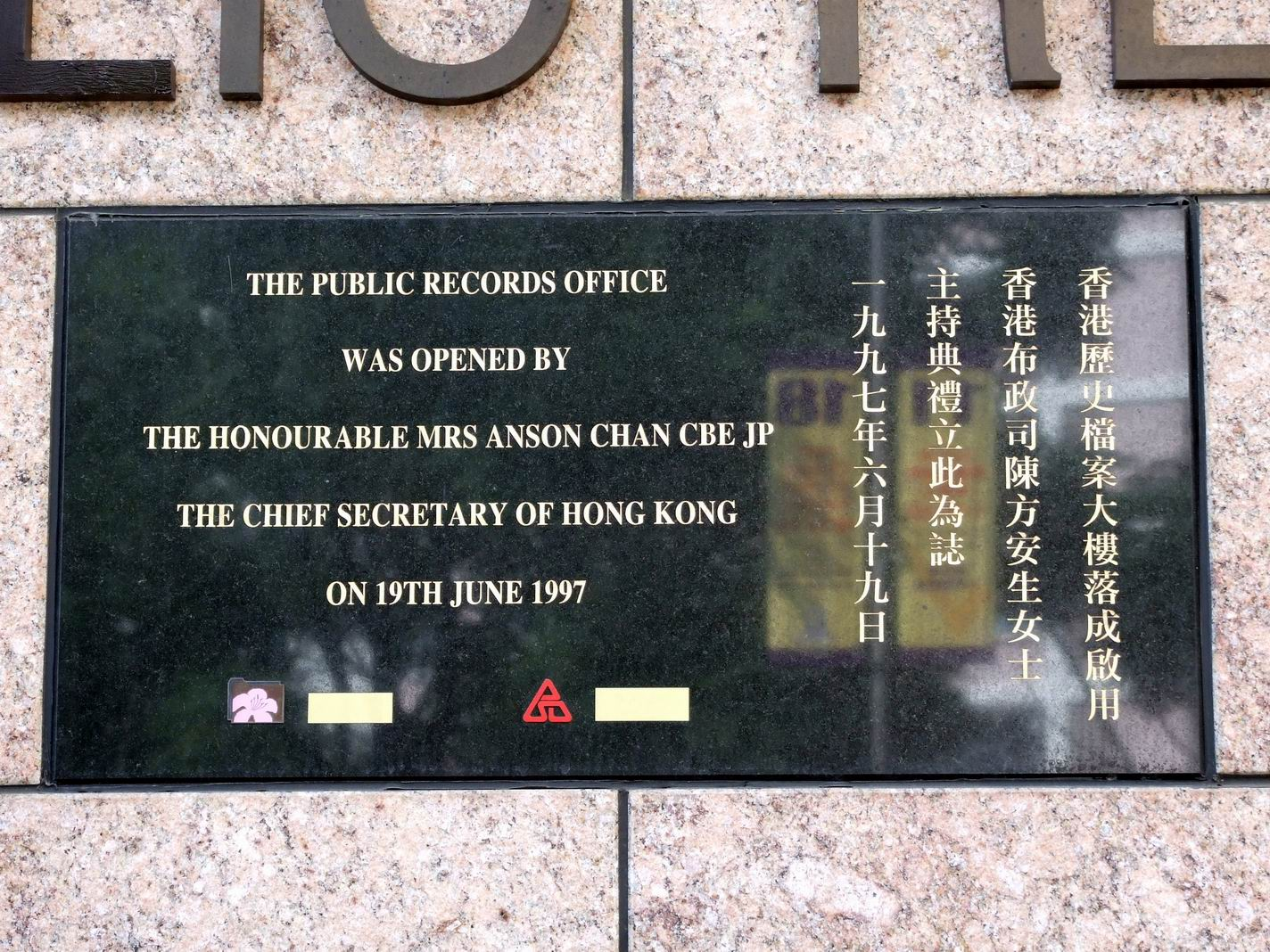
香港歷史檔案大樓揭幕典禮銘刻

- 1樓：檢索工具區、政府刊物中央保存圖書館、閱覽室
- 2樓：展覽廳、演講廳
- 3至4樓：作接收、鑒定和整理檔案之用的辦公室
- 5樓：檔案保護與修復設施，如黑房、政府縮微服務中心、縮微膠片工作室及修復工作室
- 6至9樓：紙張檔案庫、電子檔案庫、縮微膠卷檔案庫及圖像資料檔案庫
- 10樓：檔案保護與修復，如文件消毒室及實驗室

## 職能

### 鑑定和著錄
政府部門在銷毀任何檔案前，必須諮詢歷史檔案館的意見。凡具歷史價值的政府檔案和資料，都會送交檔案館的特別儲存庫妥為保存。所有與銷毀檔案有關的決定都會紀錄。
館方亦會製造藏品著錄、藏品清單及檢索工具，方便大眾搜尋館藏。除了在大樓內搜索，市民亦可登上香港政府檔案處的網頁搜尋所需的資料。

### 借閱服務
歷史檔案館藏品除了供學者和研究人員使用，也供公眾閱覽。館方也會提供館藏的複製服務。不過所有資料不可帶離大樓。

### 公共推廣
檔案館定期舉辦展覽會、研討會、工作坊，以及讓市民進行團體參觀。大多數的公共推廣服務不需收費。

## 館藏
香港歷史檔案大樓貯存約1,800,000份歷史檔案及28,000本圖書。大部份皆為第二次世界大戰之後的資料。

### 戰前檔案
因為日軍在第二次世界大戰時佔領香港做成香港歷史檔案大樓現存的檔案大多為1945年英國恢復香港殖民地統治後的文件，但香港歷史檔案大樓仍保有部份戰時或戰前的檔案，如自十八世紀中期起的田土及法庭檔案、戰事的日軍及英軍軍事檔案和日誌。此外亦有購自英國公共檔案館的縮微膠卷檔案（CO129），當中存有自1841年至1951年香港總督及英國殖民地國務大臣的來往公文。

### 私人檔案
除了戰前的政府檔案外，香港歷史檔案大樓亦收藏了不少的私人檔案，如香港聖約翰座堂的案卷和香港總商會由1861年至1970年的會議紀錄，以及不少日記及文件。

### 施其樂牧師資料集
此外，館內亦收藏了名為施其樂牧師資料集的資料咭集。施其樂牧師（Carl T. Smith）於25年內研究大量香港歷史檔案館館藏的歷史檔案、報章和論著後，整理出共139,922張雙面資料咭。施其樂牧師於1995年將一套由美國猶他家譜學會將資料集攝製的縮微膠卷捐贈予香港歷史檔案館。館方在1997年開始將整個資料集數碼化和重新編訂索引，該計劃已於2001年11月完成。

### 相片
館內收藏了1860年以來約5000張相片。其中館方收藏了一套名為梅含理照片集的相片集，由前香港總督梅含理的女兒所捐贈，內有照片630張。

### 視像資料
館內收藏了約400項視像資料，當中有部份是由香港電台及香港政府新聞處於1950年代至1980年代所攝製的節目和宣傳片。除了紀錄片外，亦有香港電台製作的電視節目，如「獅子山下」。

### 地圖及圖則
館內收藏了主要兩類地圖，第一類為收自官方或其他地方來源的地圖和圖則共4000幅，第二類為地政總署測繒處繒製的地圖共1300幅。此外香港歷史檔案大樓亦藏有一些香港早期建築物的平面圖和立視圖。

### 刊物
香港歷史檔案館於2001年1月設立政府刊物中央圖書館，保存了自1840年代至今的香港官方刊物如香港政府憲報、藍皮書、立法局會議文件、各政府部門的年報、各種法例、規例名立法局議事錄。
另外，圖書館收藏了13份香港本地英文報章包括《華友西報》（Friend of China）、《德臣西報》（China Mail） 、《香港孖剌沙西報》（Daily Press）、《士蔑新聞》（Hong Kong Telegraph）、《香港周報》（Hong Kong Weekly Press）、《進時編錄》和《南華早報》。
中文報章方面則收藏了《循環日報》、《有所謂報》、《工商日報》、《華僑日報》、《華僑晚報》、《華商報》和《華商報晚刊》。
此外，香港歷史檔案館亦收藏了一些專題剪報。

## 各項服務

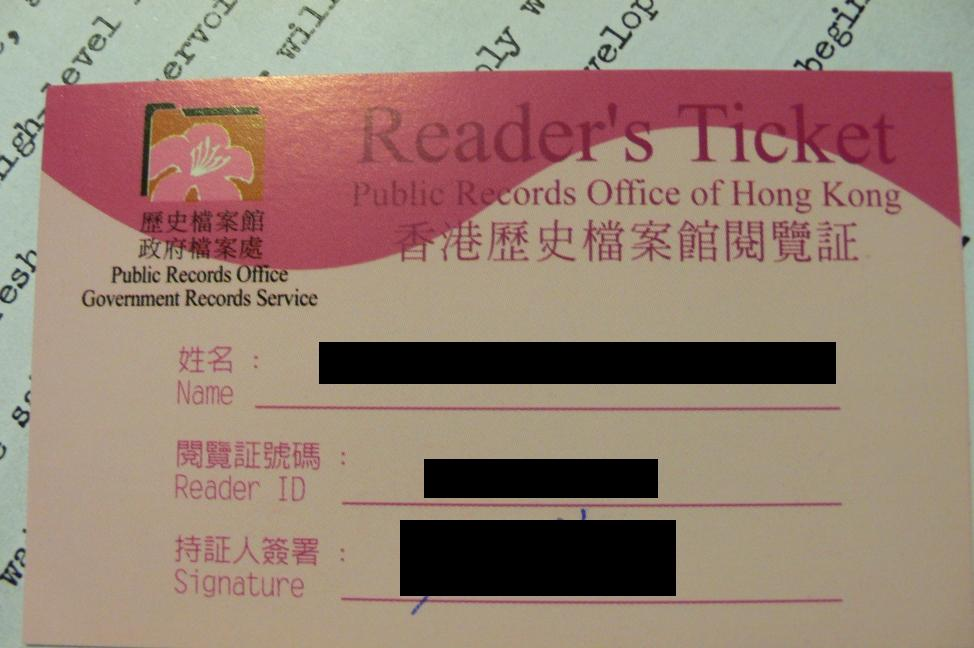
香港歷史檔案館閱覽證

### 借閱服務
市民可以使用網上目錄「@PRO」註冊帳戶，並搜尋和借閱館藏，然後到香港歷史檔案大樓一樓借閱資料並帶至閱覽室參閱。市民借閱和預約館藏以共10件為限 (包括取閱狀態為「開放」的案卷或文件層次的歷史檔案，以及圖書館藏品)，隨身物件必須放在儲物櫃內（需投放入5元硬幣一個，用後退還），在翻閱資料前必須戴上由館方提供的白色棉質手套以保謢文件。
市民在閱覽室內書寫時必須使用鉛筆，以免墨水中的化學成份損毀文件。閱讀文件時不可在文件上放置物件，亦不可調亂文件夾內的文件次序。
在市民到香港歷史檔案大樓借閱檔案前，可以先到香港政府檔案處的網頁中的「電子服務」中先查詢所需檔案的編號以節省時間。不過市民亦可在一樓的檢索工具區檢索所需的文件。
有時電子目錄中的一些文件並不是存放在香港歷史檔案大樓內，市民可能需要約一星期時間待館方將文件送至大樓。

### 複製服務
香港歷史檔案大樓有提供檔案複製服務，每張A3黑白影印收費為港幣$4.3。

### 縮微服務
使用縮微服務的服務的市民要先填寫縮微服務申請表（GMC 1表格）並傳真至（+852）2142 5759。縮微服務由成立於1997年、位於香港歷史檔案大樓5樓的政府縮微服務中心提供。

### 核證服務
香港歷史檔案所提供的文件核證服務為每份港幣140元正。

### 團體參觀
團體參觀不需收費，每次參觀人數以20人為下限，最多為40人。如人數超過45人，將會分成兩個不同時間參觀。請注意，香港歷史檔案大樓只會接受預早一個月的申請。

## 辦公時間
香港歷史檔案大樓的辦公時間為星期一至五上午9時至下午5時45分。

## 外部連結
- 香港政府檔案處
- 香港歷史檔案館的Facebook專頁
- YouTube上的香港歷史博物館頻道
- 香港歷史檔案館文件複印服務和檔案認證服務收費表 （页面存档备份，存于）
- "香港歷史檔案大樓" 歷史檔案館使用須知 （页面存档备份，存于）
- 香港历史档案馆是如何控制虫害的
- 華南研究資料中心通訊 第一至十期（PDF）

22°18′45″N 114°13′46″E / 22.312516°N 114.229501°E